# Portland, Indiana
Portland är en stad (city) i Jay County, i delstaten Indiana, USA. Enligt United States Census Bureau har staden en folkmängd på 6 240 invånare (2011) och en landarea på 12 km². Portland är huvudort i Jay County.